# Escudo de Bacares
El Escudo de Bacares, junto con su bandera, es el símbolo más importante de la localidad almeriense de Bacares. Data del año 2004, cuando se realiza su inscripción, apareciendo publicado en el Boletín Oficial de la Junta de Andalucía número 246 con fecha de 20 de diciembre de 2004.

## Composición
El escudo, timbrado con corona real cerrada, se encuentra mantelado en punta. Primer cuartel azur con monte marrón sobre castillo en oro rebajado en azur. En el segundo cuartel, sobre fondo blanco, destaca la Cruz de la Orden de Santiago en gules. Tercer cuartel en sable con hoja de mora en sinople.
Una descripción completa y la memoria están en el libro "Bacares, un esbozo de su historia a partir de su escudo y de su bandera". (Spanish Edition) y en Bacares, un esbozo de su historia a partir de su escudo y de su bandera. de Cándida Torres Aguirre, la autora de la propuesta aprobada de escudo y bandera.
- Datos: Q5837885